# Canton Bulldogs

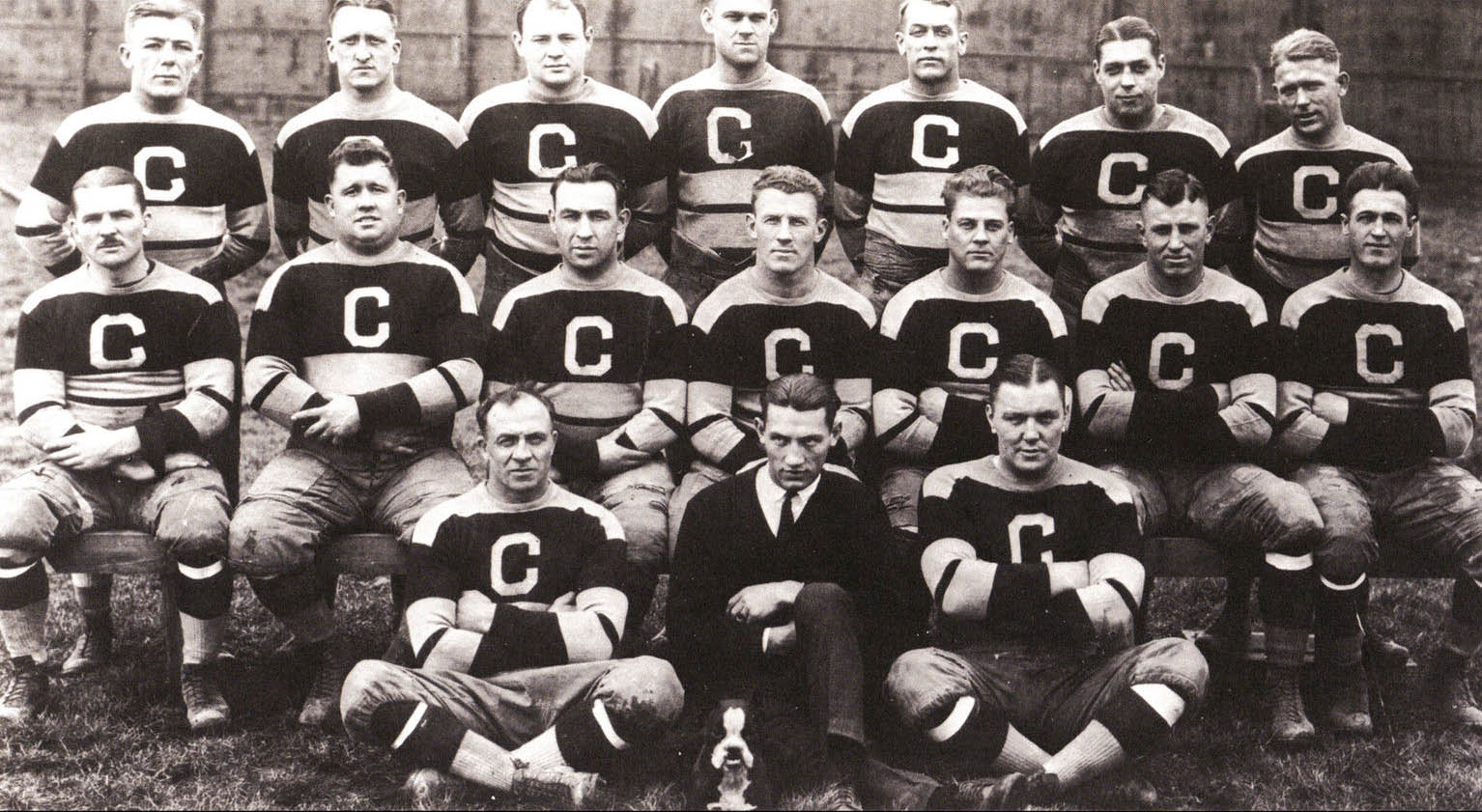
Canton-Bulldogs-Team 1923

Die Canton Bulldogs waren ein American-Football-Team aus Canton (Ohio). Das von 1904 bis 1926 existierende Team gehört zu den Gründungsmitgliedern der American Professional Football Association, der späteren National Football League (NFL). In den Jahren 1922 und 1923 wurde das Team NFL-Meister. Die Mannschaft spielte ihre Heimspiele im Lakeside Park (League Field).

## Geschichte

### Vor der NFL
Zu Beginn des 20. Jahrhunderts existierte in Canton ein Amateur-Team. 1902 verlor die Mannschaft gegen die Akron East Ends die Ohio-Meisterschaft. Mit dem Auftreten des Profi-Teams der Tigers aus dem benachbarten Massillon änderten sich die Kräfteverhältnisse in der Liga und Canton konnte sportlich nicht mehr mithalten. Die Tigers gewannen 1903 und 1904 die Meisterschaft von Ohio.
Am 15. November 1904 gründete der Canton Athletic Club (Canton A. C.) ein professionelles Football-Team. Es gelang Bill Laub, den Trainer und Spieler der Akron East Ends, sowie weitere sechs Spieler dieses Teams zu engagieren. Nachdem das Team die ersten sieben Spiele der Saison 1905 gewonnen hatte, verloren sie gegen die aus Pennsylvania stammende Mannschaft der Latrobe Athletic Association. In diesem Spiel verletzte sich außerdem Laub. Beim folgenden Meisterschaftsspiel gegen die Massillon Tigers verlor das Team unter dem Nachfolger Blondy Wallace mit 14:4.
In der folgenden 1906er Saison kam die Bezeichnung Bulldogs auf. Erstmals wurde der Name in einem Cartoon am 14. November 1906 erwähnt. Vor Beginn der Saison nahm Wallace vier Spieler der Tigers unter Vertrag. Aber auch die Tigers investierten beträchtliche Summen in Spielergehälter. Für beide Mannschaften für dies zu einer finanziell defizitären Saison. Nachdem die Bulldogs das erste Spiel gegen die Tigers gewannen, verloren sie das Rückspiel. Massillon reklamierte deshalb den Titel für sich. Nachdem Spiel beschuldigten die Massillon Tigers die Bulldogs, dass die Mannschaft an einem Wett- und Spielbetrug beteiligt gewesen sein. Die Behauptungen wurden nie aufgeklärt. Die Diskussionen darum sowie die hohen, nicht finanzierbaren, Spielergehälter, führten jedoch dazu, dass für die nächsten 10 Jahre kaum professioneller Football in Ohio gespielt wurde. Auf Grund der hohen finanziellen Belastungen musste die Canton Bulldogs am Saisonende den Spielbetrieb einstellen.
1911 wurde von den Eigentümern des Lakeside Parks Ed Piero und Dr. Lothamer ein neues Team unter dem Namen Canton Professionals gegründet. 1912 stiegen Joe Cusack und Roscoe Oberlin als Manager und Investoren ein. Es wurden Spieler aus Canton eingesetzt und die Bezahlung war gering. Am Ende der Saison wurde das Team Zweiter hinter den von Peggy Parratt trainierten Shelby Blues. 1912 und 1913 spielte das Team nicht um die Meisterschaft mit. 1914 konkurrierte das Team mit dem Akron Indians um den Meisterschaftstitel. Das Spiel am .November 1914 gewannen die Canton Professionals mit 6:0. Der Kapitän Harry Turner erlag jedoch nach dem Spieler einer erlittenen Rückenmarksverletzung. Das Rückspiel am November 1914 verloren die Professionals mit 0:21.
Im folgenden Jahr stellten die Mannschaften aus Massillon und Canton Spieler der Akron Pros ein. Der Teammanager Jack Cusack benannte das Team in Canton Bulldogs um. Kurz vor dem ersten Spiel gegen die Massillon Tigers nahm Cusack den damaligen Superstar Jim Thorpe unter Vertrag. Im ersten Spiel gegen Massillon spielte Thorpe wenig und die Bulldogs verloren mit 0:16. Im Rückspiel spielte Thorpe das ganze Spiel. Er erzielte mit zwei Fieldgoals die beiden einzigen Wertungen des Spiels.
1916 schlugen die Bulldogs die Massillon Tigers mit 24:0 und galten als das professionellste Team in Ohio bzw. dem gesamten Land. Mit der Verpflichtung des Publikumsmagneten Jim Thorpe stiegen die Zuschauerzahlen von durchschnittlich 1.500 auf 6.000 bis 8.000. Damit war da Heimstadion, der League Park ausverkauft. Das von Cusack gemanagte Team hatte deshalb stabile finanzielle Basis und konnte weitere gute Spieler verpflichten. Am Ende der Saison hatte das Team neun Spiele gewonnen und eines unentschieden gespielt und konnte damit die Meisterschaft für sich beanspruchen.
1917 war genau so erfolgreich. Wieder gelangen neun Siege, bei einer Niederlage. 1918 erfolgte auf Grund des Ersten Weltkrieges und der Grippepandemie keine Spielbetrieb. Jack Cusack verkaufte das Team an den Automobilhändler Ralph Hay und ging nach Oklahoma ins Ölgeschäft. Für die Saison 1919 ließ Hay die Mannschaft unverändert und sie gewann erneut die Meisterschaft.

### NFL (1920–1926)
Während die Bulldogs die Spiele dominierten und auch finanziell gut dastand, hatten andere Teams finanzielle Probleme und übernahmen sich meist bei der Spielerrekrutierung. Im August und September 1920 trafen sich in der Verkaufshalle von Ralph Hay die Teambesitzer bzw. -manager der Footballteams mehrerer Bundesstaaten und verabredeten eine gemeinsame Liga. Erster Präsident der American Professional Football Association wurde Jim Thorpe. Die Konkurrenz in der neuen Liga war härter als erwartet und so wurden in der Saison 1920 die Bulldogs mit sieben Siegen, vier Niederlagen und zwei Unentschieden nur Achte. Am Ende der Saison verließ Thorpe die Bulldogs. In der Saison 1921 wurde das Team mit fünf Siegen, zwei Niederlagen und drei Unentschieden Vierter.
Für die Saison 1922 engagierte Hay den Spieler und Trainer Guy Chamberlin. Chamberlin baute das Team um und gewann damit die NFL-Meisterschaften 1922 und 1923. Vor Beginn der Saison 1923 verkaufte Hay das Team für 1.500 Dollar an eine Gruppe von örtlichen Unternehmern unter dem Namen Canton Athletic Company. Unter den 18 Anteilseigner des Unternehmens waren H.H. Timken (Eigentümer von Timken Bearing), Guy C. Hiner (Eigentümer der Canton Bridge Company) und der Restaurantbesitzer Ed E. Bender. Trotz des Gewinns der Meisterschaft wurde die Saison zum wirtschaftlichen Desaster. Insbesondere die Spielergehälter konnten nicht mehr von den verkauften Eintrittskarten gedeckt werden. Am Ende der Saison 1923 hatte das Team einen Verlust von 13.000 Dollar angesammelt.
Im August 1924 erwarb Samuel Deutsch aus Cleveland für 2.500 Dollar die NFL-Franchise. Deutsch hatte kürzlich das NFL-Franchise der Cleveland Indians gekauft. Der Verkauf traf auf starken Widerspruch in Canton, konnte jedoch nicht rückgängig gemacht werden. Mit sieben Spielern der Canton Bulldogs formte Deutsch eine neue Mannschaft die unter dem Namen Cleveland Bulldogs antrat und 1924 die NFL-Meisterschaft gewann. Chamberlin war weiterhin Spieler und Trainer und gewann damit seine dritte Meisterschaft in Folge.
Vor der Saison 1925 verkaufte Deutsch das Franchise der Canton Bulldogs für 3.000 Dollar an Investoren (Canton Professional Football Players Company) aus Canton. Organisiert wurde das Unternehmen von den ehemaligen Bulldogs-Spieler, die in der Saison 1924 für die Pottsville Maroons angetreten waren: Pete Henry, Ben Jones, Rudolph Comstock, William R. Lyman und Harry Robb. 1925 gewann das Team vier Spiele und verlor vier. Im folgenden Jahr standen einem Sieg, neun Niederlagen und drei Unentschieden gegenüber. Am 28. November 1926 spielte die Mannschaft ihr letztes NFL-Spiel und verlor mit 0:35 gegen die Chicago Bears.
Vor Beginn der Saison 1927 beschloss die NFL, die Anzahl der Mannschaften zu reduzieren, um die Einnahmen zu erhöhen und gegenüber der neu gegründeten konkurrierenden American Football League gewappnet zu sein. Da die Bulldogs zu den schwächeren Teams gehörte, stellte das Franchise den Spielbetrieb ein und gaben die Lizenz später an die NFL zurück.

## Nachwirkung
Da in Canton die erste Versammlung stattfand, die zur Gründung der späteren NFL führte; der Umstand, dass die Bulldogs die dominierende Mannschaft im Football Ende der 1910er und Anfang der 1920er Jahre waren und das im Team Jim Thorpe spielte, führte dazu, dass sich 1959 die Stadt Canton um den Sitz der Pro Football Hall of Fame bewarb. Nachdem die Stadt den Zuschlag von der NFL erhalten hatte, wurde in einem von der Stadt gestifteten Park die Ruhmeshalle errichtet, deren Eröffnung am 7. September 1963 stattfand. Aus diesem Grund ist auch Canton der jährliche Austragungsort des ersten Vor-Saison-Spieles, des Hall-of-Fame-Games.

## Uniform
Die Canton Bulldogs spielten mit dunkel-weinroten Jerseys. Die Ärmel hatten einen weißen Ring Auf der Brust war ein weißes C. Von 1923 bis 1926 verfügten die Ärmel und das Jersey über zwei breite weiße Ringe. Die Schultern waren ebenfalls weiß.

## Statistik
| Saison               | Liga              | Siege             | Niederlagen       | Unentschieden     | Punkte erzielt    | Punkte zugelassen | Platzierung       | Head Coach                |
| -------------------- | ----------------- | ----------------- | ----------------- | ----------------- | ----------------- | ----------------- | ----------------- | ------------------------- |
| Canton Athletic Club |                   |                   |                   |                   |                   |                   |                   |                           |
| 1905                 | Ohio              | 8                 | 2                 | 0                 |                   |                   | 2.                | Bill Laub, Blondy Wallace |
| Canton Bulldogs      |                   |                   |                   |                   |                   |                   |                   |                           |
| 1906                 | Ohio              | 10                | 1                 | 0                 |                   |                   | 2.                | Blondy Wallace            |
| Canton Professionals |                   |                   |                   |                   |                   |                   |                   |                           |
| 1911                 | Ohio              | 8                 | 1                 | 0                 |                   |                   | 2.                | Ben Clarke                |
| 1912                 | Ohio              | 7                 | 4                 | 0                 |                   |                   |                   | Harry Blythe              |
| 1913                 | Ohio              | 4                 | 2                 | 2                 |                   |                   |                   | Harry Hazlett             |
| 1914                 | Ohio              | 9                 | 1                 | 0                 |                   |                   | 2.                | Harry Hazlett             |
| Canton Bulldogs      |                   |                   |                   |                   |                   |                   |                   |                           |
| 1915                 | Ohio              | 5                 | 2                 | 0                 |                   |                   | 1.                | Harry Hazlett, Jim Thorpe |
| 1916                 | Ohio              | 9                 | 0                 | 1                 |                   |                   | 1.                | Jim Thorpe                |
| 1917                 | Ohio              | 9                 | 1                 | 0                 |                   |                   | 1.                | Jim Thorpe                |
| 1918                 | Kein Spielbetrieb | Kein Spielbetrieb | Kein Spielbetrieb | Kein Spielbetrieb | Kein Spielbetrieb | Kein Spielbetrieb | Kein Spielbetrieb | Kein Spielbetrieb         |
| 1919                 | Ohio              | 9                 | 0                 | 1                 |                   |                   | 1.                | Jim Thorpe                |
| 1920                 | APFA              | 7                 | 4                 | 2                 | 208               | 57                | 8. (von 14)       | Jim Thorpe                |
| 1921                 | APFA              | 5                 | 2                 | 3                 | 106               | 55                | 4. (von 21)       | Cap Edwards               |
| 1922                 | NFL               | 10                | 0                 | 2                 | 184               | 15                | 1. (von 18)       | Guy Chamberlin            |
| 1923                 | NFL               | 11                | 0                 | 1                 | 246               | 19                | 1. (von 20)       | Guy Chamberlin            |
| 1924                 | Kein Spielbetrieb | Kein Spielbetrieb | Kein Spielbetrieb | Kein Spielbetrieb | Kein Spielbetrieb | Kein Spielbetrieb | Kein Spielbetrieb | Kein Spielbetrieb         |
| 1925                 | NFL               | 4                 | 4                 | 0                 | 50                | 73                | 11. (von 20)      | Harry Robb                |
| 1926                 | NFL               | 1                 | 9                 | 3                 | 46                | 161               | 20. (von 22)      | Harry Robb, Pete Henry    |
| Summe                |                   | 107               | 33                | 14                |                   |                   |                   |                           |

## Spieler in der Pro Football Hall of Fame
| Canton Bulldogs Hall of Famers | Canton Bulldogs Hall of Famers | Canton Bulldogs Hall of Famers | Canton Bulldogs Hall of Famers |
| Name                           | Position                       | Spielzeit                      | Aufnahme in die HOF            |
| ------------------------------ | ------------------------------ | ------------------------------ | ------------------------------ |
| Guy Chamberlin                 | End, Halfback Trainer          | 1919 1922–1923                 | 1965                           |
| Joe Guyon                      | Tackle, Halfback               | 1919–1920                      | 1966                           |
| Wilbur „Pete“ Henry            | Tackle, Trainer                | 1920–1923 1925–1926            | 1963                           |
| William „Link“ Lyman           | Tackle                         | 1922–1923, 1925                | 1964                           |
| Greasy Neale                   | End                            | 1917                           | 1969                           |
| Jim Thorpe                     | Back Coach                     | 1915–1917, 1919–1920           | 1963                           |